# Hartmann von Witzleben
Hartmann Erasmus von Witzleben (né le 9 décembre 1805 à Weißenfels et mort le 12 octobre 1878 à Mersebourg) est un fonctionnaire prussien. Plus récemment, il est haut président de la province de Saxe.

## Origine
Il est issu de la famille noble von Witzleben (de) et est le sixième enfant de Georg Hartmann von Witzleben (de) et Wilhelmine baronne von Seckendorff (1769-1812).

## Biographie
Hartmann Erasmus von Witzleben étudie à l'école de l'abbaye de Roßleben en tant que lycéen. Il reste lié à l'école, dont sa famille est l'administrateur héréditaire, toute sa vie et l'a ensuite promu dans ses fonctions officielles. Il étudie le droit et les sciences politiques à Halle-sur-Saale et à Göttingen. À partir de 1832, il est membre du Corps Saxonia Halle.
Il rejoint ensuite la fonction judiciaire et civile prussienne comme auscultateur au tribunal municipal de Berlin. À partir de 1830, il est commis au gouvernement de Mersebourg. Il travaille ensuite pour le gouvernement à Minden et à partir de 1835 au ministère prussien des Finances. Avec le rang de conseiller du gouvernement, von Witzleben passe au gouvernement de Potsdam en 1837. Entre 1838 et 1840, il est administrateur de l'arrondissement du Bas-Barnim (de). À partir de 1840, il est chargé de cours en conseil du prince Guillaume de Prusse. À partir de 1841, il est également administrateur héréditaire de l'école de l'abbaye de Roßleben.
En 1844, il devient président de district de Liegnitz et en 1848 du district de Mersebourg. Pendant la révolution de 1848/49, il est actif dans le sens conservateur et royal. Entre 1849 et 1852, il est membre de la première chambre du parlement de l'État prussien, où il appartient à la faction Alvensleben.
De 1850 à 1872, Witzleben est le haut président de la province de Saxe. En même temps, il est président de district de Magdebourg. En 1861, il est nommé Wirkl. Geh. Rat avec le prédicat d'excellence. En 1864, il devint capitulaire et en 1869, doyen de la cathédrale de Magdebourg. Witzleben œuvre de diverses manières à la stabilisation du conservatisme à Magdebourg, notamment en encourageant les associations et les clubs religieux correspondants. En raison de sa position d'opposition au projet de règlement du district, il est mis à l'écart en 1872. Parallèlement, il est nommé député de la chambre des seigneurs de Prusse.

## Famille
Il est marié avec Marie Wilhelmine Elise de Solms-Baruth (née le 4 août 1823 et mort le 6 août 1910). Leur fils Heinrich Hartmann Friedrich (de) (né le 13 avril 1854) est élevé au rang de comte prussien le 21 juin 1886 sous le nom de Witzleben-Alt-Döbern